# Mi verdad
«Mi Verdad» es el séptimo álbum grabado por el cantante mexicano Alejandro Fernández. Producido por Pedro Ramírez, fue lanzado al mercado el 11 de mayo de 1999. este álbum marca el regreso al género que le abrió las puertas para el éxito. Entre los temas que ocuparon los primeros lugares de popularidad radial se encuentran: Loco, Nadie Simplemente Nadie (versión de la original por José José presentada en el álbum de 1970 "La nave del olvido") y Si He Sabido Amor. Para su promoción se crearon videos para las canciones "Loco" y "Nadie Simplemente Nadie". Alejandro Fernández ganó un Premio Grammy Latino en la categoría Mejor Álbum Ranchero en el año 2000.

## Información sobre el álbum
Este álbum marca el regreso de Alejandro Fernández con la música mexicana. Los hits "Loco" (que grabó el video original), "Si He Sabido Amor" y la versión de José José "Nadie Simplemente Nadie" (que también grabó el video original) son canciones más exitosas del álbum y el cantante.
Ganó la primera edición de los Premios Grammys Latinos en el 2000 en la categoría "Mejor Álbum Ranchero".

## Lista de canciones
1. «La Lluvia Sigue Cayendo» (Manuel Monterrosas) - 3:54
2. «Loco» (Jorge Massias) - 3:16
3. «Si He Sabido Amor» (Humberto Estrada) - 3:53
4. «Avísame» (Manuel Monterrosas) - 2:59
5. «Hoy Que Estás Ausente» (Manuel Monterrosas) - 3:48
6. «Mi Verdad» (Kike Santander) - 2:12
7. «Mentirosos» (Homero Aguilar) - 3:18
8. «Nadie Simplemente Nadie» (Susana Fernández) - 3:44
9. «A Una Señora» (Manuel Monterrosas) - 2:55
10. «¿Por Qué?» (Manuel Eduardo Castro) - 2:42
11. «Esta Noche» (Manuel Eduardo Castro) - 2:54
12. «Amante Torero» (Alejandro Dávila, Luis Ramos) - 3:28
13. «Así Como Soy, Yo Soy» (Manuel Monterrosas) - 2:31

## Lista de posiciones

### Álbum
| Año  | Listas                               | Posición | Semanas en la lista |
| ---- | ------------------------------------ | -------- | ------------------- |
| 1999 | Billboard Regional Mexican Albums    | 2        | 40                  |
| 1999 | Billboard Top Latin Albums           | 5        | 37                  |
| 1999 | Billboard Billboard 200              | 148      | 3                   |
| 1999 | Billboard Heatseekers                | 5        | 12                  |
| 1999 | Billboard Top Heatseekers (Pacífico) | 1        | 6                   |

### Sencillos
| Año  | Listas                                   | Canción             | Posición | Semanas en la lista |
| ---- | ---------------------------------------- | ------------------- | -------- | ------------------- |
| 1999 | Billboard Hot Latin Songs                | "Loco"              | 1        | 32                  |
| 1999 | Billboard Latin Pop Airplay              | "Loco"              | 6        | 33                  |
| 1999 | Billboard Latin Regional Mexican Airplay | "Loco"              | 2        | 21                  |
| 1999 | Billboard Latin Pop Airplay              | "Si He Sabido Amor" | 15       | 20                  |
| 1999 | Billboard Hot Latin Songs                | "Si He Sabido Amor" | 9        | 19                  |
| 1999 | Billboard Latin Regional Mexican Airplay | "Si He Sabido Amor" | 5        | 18                  |